# Stadtgemeinde Koper

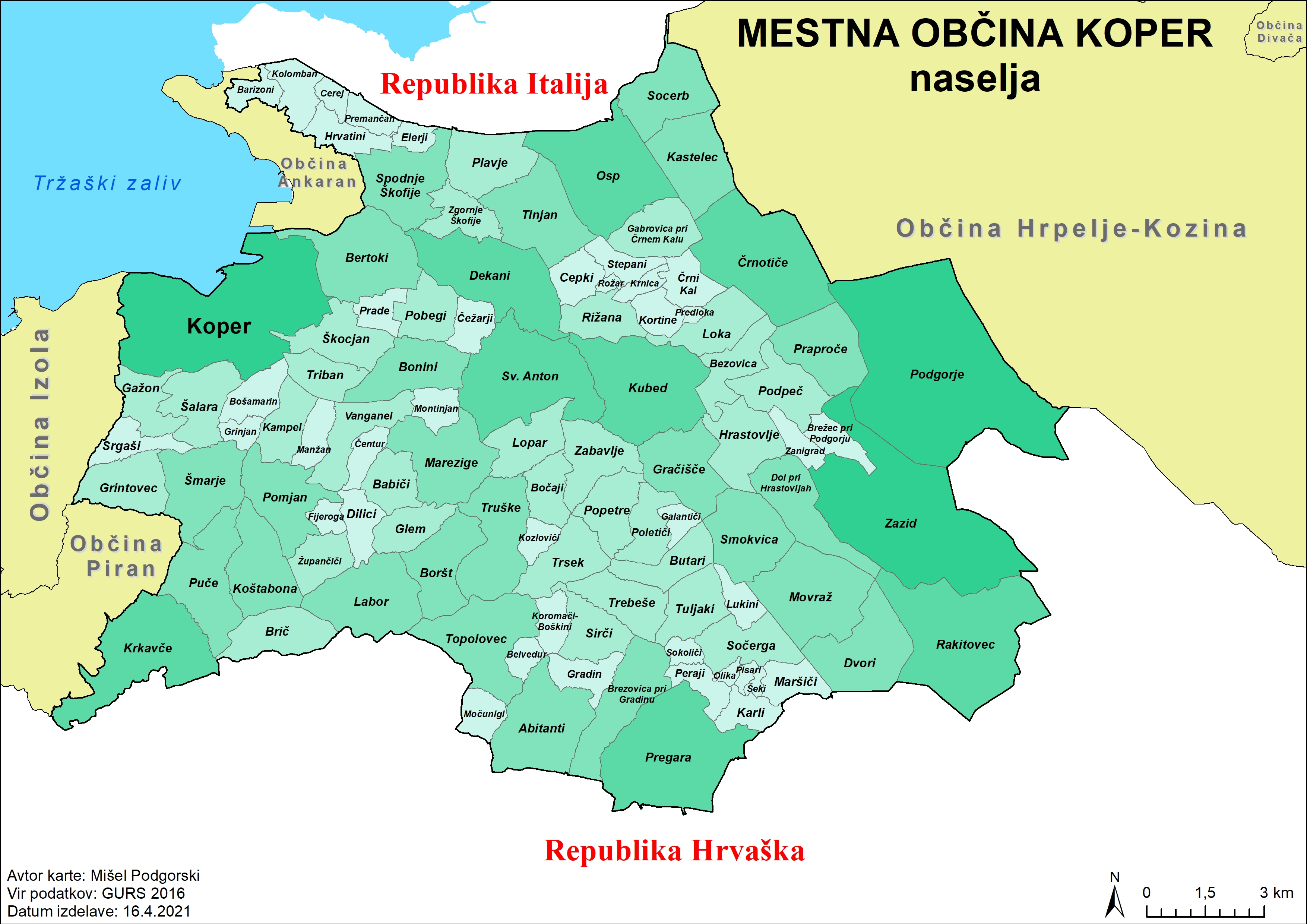
Ortschaften der Stadtgemeinde Koper

Die Stadtgemeinde Koper (slowenisch: Mestna občina Koper) ist eine der zwölf Stadtgemeinden Sloweniens. Sie trägt den Namen ihres Hauptortes, der Stadt Koper.
Koper liegt direkt südlich der italienischen Hafenstadt Triest und ist die einzige Seehafenstadt Sloweniens an dessen 47 Kilometer langen Adriaküste.
Die Stadtgemeinde bestand im Jahr 2021 aus der Kernstadt und mehr als 100 Ortschaften mit insgesamt 53.462 Einwohnern. Davon lebten 26.054 in der Stadt Koper.

## Stadtgliederung
Die eigentliche Stadt Koper besteht aus den Stadtteilen Bonifika/Bonifica, Center/Centro, Markovec/Monte San Marco, Olmo, Prisoje, Semedela/Semedella, Šalara/Salara und Žusterna/Giusterna.

## Ortschaften der Stadtgemeinde
Ortschaften der Stadtgemeinde Koper sind:
- Abitanti
- Babiči
- Barizoni
- Belvedur
- Bertoki
- Bezovica (italienisch: Bessovizza)
- Bočaji
- Bonini
- Boršt (Boste)
- Bošamarin
- Brezovica pri Gradinu (Bessovizza di Gradigne)
- Brežec pri Podgorju
- Brič (Brizze)
- Butari
- Cepki
- Cerej
- Čežarji
- Čentur
- Črnotiče
- Črni Kal (San Sergio)
- Dekani (Villa Decani)
- Dilici (Dilizze)
- Dol pri Hrastovljah (Villaduol)
- Dvori (Corte d’Isola)
- Elerji
- Fijeroga (Figarola di Dragano)
- Gabrovica pri Črnem Kalu (Gabrovizza d’Istria)
- Galantiči
- Gažon (Gason)
- Glem
- Gradin (Castellaro)
- Gračišče (Gracisce)
- Grinjan (Nigrigano)
- Grintovec
- Hrastovlje (Cristoglie)
- Hrvatini (Crevatini)
- Jelarji (Elleri)
- Kampel
- Karli
- Kastelec (Castel)
- Kolomban (San Colombano)
- Koper (Capodistria)
- Koromači-Boškini (Collepiano-Boschini)
- Kortine
- Kozloviči
- Koštabona (Costabona)
- Krkavče (Carcase)
- Krnica (Carnizza)
- Kubed (Covedo)
- Labor (Laura)
- Loka (Lonche)
- Lopar (Loparo)
- Lukini
- Manžan (Manzano)
- Marezige (Maresego)
- Maršici
- Močunigi
- Montinjan (Montigano)
- Movraž
- Olika
- Osp (Ospo)
- Peraji
- Pisari
- Plavje (Plavia Montedoro)
- Pobegi (Pobeghi)
- Podgorje (Piedimonte d’Istria)
- Podpeč (Popecchio)
- Poletiči (Poletici)
- Pomjan (Paugnano)
- Popetre (Popetra)
- Prade (Prada)
- Praproče (Praprozze)
- Predloka (Prelocca)
- Pregara (Pregara di Capodistria)
- Premančan
- Puče (Puzzole)
- Rakitovec (Acquaviva della Vena)
- Rižana (Risano)
- Rožar (Rosariol)
- Sirči
- Smokvica (Figarola di Capodistria)
- Socerb (San Servolo)
- Sočerga (Socerga)
- Sokoliči
- Spodnje Škofije (Valmarin)
- Srgaši (Sergassi)
- Stepani
- Šeki
- Škocjan (San Canziano)
- Šmarje pri Kopru (Monte di Capodistria)
- Sv. Anton (San Antonio)
- Tinjan (Antigano)
- Topolovec (Toppolo in Belvedere)
- Trebeše (Trebesse)
- Triban (Tribano)
- Trsek (Tersecco)
- Truške (Truscolo di Prugna)
- Tuljaki
- Vanganel
- Zabavlje (Zabavia)
- Zanigrad (Castelasarnio)
- Zazid (Sasseto)
- Zgornje Škofije (Albaro Vescova)
- Župančiči

## Verkehr
Es gibt direkte Zugverbindungen von Koper nach Ljubljana. Triest ist mit der Eisenbahn nur über Divača, Sežana, Nova Gorica (Wocheiner Bahn) sowie Gorizia Centrale zu erreichen.

## Nachbargemeinden
| Ankaran | Italien                                     | Hrpelje-Kozina |
| Izola   | Kompassrose, die auf Nachbargemeinden zeigt | Kroatien       |
| Piran   | Kroatien                                    | Kroatien       |